# 油山镇 (南雄市)
油山镇，是中华人民共和国广东省南雄市下辖的一个乡镇级行政单位。

## 行政区划
油山镇下辖以下地区：
油山社区、坪田坳村、莲山村、大兰村、平林村、黄地村、爱敬村、浆田村、上浆村、孔村、延村、锦陂村、上朔村、夹河口村、大塘村、黄田村、下惠村和古城村。